# Hockley Heath
Hockley Heath – wieś w Anglii, w hrabstwie ceremonialnym West Midlands, w dystrykcie metropolitalnym Solihull. Leży 17 km na południowy wschód od miasta Birmingham i 148 km na północny zachód od Londynu. W 2001 miejscowość liczyła 6771 mieszkańców.